# Pictures of Lily
Pictures of Lily är en låt skriven av Pete Townshend och lanserad av rockgruppen The Who 1967. Singeln var framgångsrik i Europa och Oceanien men nådde inte hög placering på Billboard-listan i USA. Townshend lär ha inspirerats av en gammal bild på music hall-stjärnen Lillie Langtry när han skrev texten. Låten handlar om en ung man som har svårt att sova och då får några bilder av sin far på en kvinna vid namn "Lily" att sätta på väggen. När han sedan får känslor för kvinnan på bilden och frågar sin far om det går att träffa henne får han svaret att hon varit död sedan 1929 (vilket också var året då Lillie Langtry avled).
Låten släpptes ursprungligen som fristående singel men har senare tagits med på en rad samlingsskivor med The Who, till exempel Meaty Beaty Big & Bouncy. I låten förekommer ett valthornssolo spelat av gruppens basist John Entwistle.

## Listplaceringar
| Lista (1967)   | Position               |
| -------------- | ---------------------- |
| Australien     | 8 (Go Set)             |
| Danmark        | 10 (DR "Top 20")       |
| Finland        | 23                     |
| Flandern       | 12                     |
| Frankrike      | 27                     |
| Irland         | 14                     |
| Kanada         | 36 (RPM)               |
| Nederländerna  | 5                      |
| Nya Zeeland    | 14                     |
| Storbritannien | 4                      |
| Sverige        | 11 (Kvällstoppen)      |
| Sverige        | 3 (Tio i topp)         |
| USA            | 51 (Billboard Hot 100) |
| Vallonien      | 6                      |
| Västtyskland   | 5                      |
| Österrike      | 9                      |